# Kościół św. Andrzeja Apostoła we Wrocławiu
Kościół św. Andrzeja Apostoła – kościół katolicki położony na osiedlu Stabłowice we Wrocławiu przy ul. Boguszowskiej. Jest on obiektem sakralnym parafii pod tym samym wezwaniem.

## Historia

### Dawny kościół św. Andrzeja Apostoła
Od połowy XIV w. w Stabłowicach stała świątynia pw. św. Andrzeja Apostoła. W 1530 r. została przejęta przez protestantów. W wyniku redukcji kościołów w 1654 r. powróciła do katolików. W 1586 r. uległa zniszczeniu, ale jeszcze w tym samym roku została odbudowana. Miała konstrukcję szkieletową. W 1727 r. dobudowano do niej wieżę oraz kruchtę. Przetrwała walki w lutym 1945 r., lecz została zniszczona kilka miesięcy później.

### Nowy kościół św. Andrzeja Apostoła
Do 1985 r. Stabłowice były podzielone pomiędzy parafię św. Jadwigi Śląskiej w Leśnicy oraz parafię św. Anny w Praczach Odrzańskich. Kiedy erygowano parafię św. Andrzeja Apostoła zaistniała potrzeba budowy nowej świątyni. Początkowo funkcję miejsca kultu sprawowała tymczasowa kaplica. Jednocześnie realizowano projekt W. Kamockiego i D. Kuśmierczak kościoła połączonego z częścią katechetyczną. Budowa nowego kościoła w Stabłowicach przebiegała dwustopniowo. Ze względu na brak zgody ówczesnych władz najpierw wybudowano dom katechetyczny oraz plebanię. Dopiero w 1988 r. do części katechetycznej dobudowano tzw. oratorium.
W 1994 r. wszystkie czynności kultyczne przeniesiono do nowej świątyni, którą pobłogosławił kardynał Henryk Gulbinowicz. Poświęcenia (konsekracji) dokonał 26 maja 1997 kardynał Francis Arinze z Nigerii.
W części katechetycznej do połowy lat 90. prowadzone były lekcje religii ze względu na braki lokalowe pobliskiej Szkoły Podstawowej nr 95. Następnie powstała tam świetlica środowiskowa „Andrzejówka oraz Klubu Seniora.

## Architektura
Budynek składa się z dwóch części: katechetycznej i oratoryjnej. Część oratoryjna (kościół) posiada pięcioprzęsłową nawę i usytuowana jest na osi przekątnej prostokątnego planu. Posiada nieregularną bryłę w środku i na zewnątrz. Cechą charakterystyczną jest czerwony pustak elewacyjny, miedziane pokrycie dachu oraz metalowy krzyż umieszczony na szczycie dzwonnicy.
Najbardziej charakterystycznym elementem wystroju wnętrza jest monumentalny krzyż św. Franciszka w prezbiterium. Jest to płaskorzeźba wykonana przez A. Żarnowieckiego na polecenie ks. kard. Henryka Gulbinowicza o wymiarach 8,20 × 6,50 m. W podobnym stylu zostały wykonane płaskorzeźby św. Andrzeja oraz św. Piotra, a także dwa ołtarze boczne.
Wnętrze w połowie opasuje balkon (chór).